# شیره‌پزخانه صالح‌آباد
شیره پز خانه صالح آباد مربوط به دوره قاجار است و در بیدخت شهرستان گناباد، بلوار شفا واقع شده و این اثر در تاریخ ۵ تیر ۱۳۸۴ با شمارهٔ ثبت ۱۱۹۱۸ به‌عنوان یکی از آثار ملی ایران به ثبت رسیده است.